# Ночка (приток Инзы)
Ночка — река в России, протекает по Никольскому району Пензенской области. Левый приток Инзы.

## География
Река берёт начало у посёлка Ночка. Течёт на север. Устье реки находится у деревни Субботино в 34 км от устья Инзы. Длина реки составляет 13 км.

## Данные водного реестра
По данным государственного водного реестра России относится к Верхневолжскому бассейновому округу, водохозяйственный участок реки — Сура от Сурского гидроузла и до устья реки Алатырь, речной подбассейн реки — Сура. Речной бассейн реки — (Верхняя) Волга до Куйбышевского водохранилища (без бассейна Оки).
Код объекта в государственном водном реестре — 08010500312110000036647.